# Resolution 1 des UN-Sicherheitsrates
Die Resolution 1 des UN-Sicherheitsrats zur Einberufung des Generalstabsausschusses zu seiner ersten Sitzung am 1. Februar 1946 in London wurde am 25. Januar 1946 ohne Abstimmung angenommen.
Nach Artikel 47 der UN-Charta sollte der Generalstabsausschuss den UN-Sicherheitsrat in allen militärischen Fragen beraten und unterstützen, die zur Wahrung des Weltfriedens von Bedeutung sind. Der Ausschuss setzt sich aus den Generalstabschefs der ständigen Mitglieder des Sicherheitsrats bzw. ihren Vertretern zusammen. Nicht ständige Mitglieder können vom Ausschuss eingeladen werden, wenn der Ausschuss dies für erforderlich hält.